# La signora di Purity Falls
La signora di Purity Falls (Purity Falls) è un film televisivo del 2019 diretto da Sam Irvin.

## Trama
Un anno dopo la tragica morte del marito, Nicole si trasferisce con i figli Justine e Jason a Purity Falls, dove la gente del luogo li accoglie fin da subito in maniera calorosa. Courtney, la loro ricca vicina di casa di mezz'età, seduce il giovane Jason e ricattandolo lo costringe ad entrare in un giro di gigolò che la donna gestisce. Il ragazzo diventa così il gigolò più richiesto dalle infelici donne della città. Quando però una serie di omicidi sconvolge la comunità, Jason capisce di essere entrato in un giro molto pericoloso per lui e per le persone alle quali vuole bene.